# Jaime Roldós Aguilera
Jaime Roldós Aguilera (Guayaquil, 5 de noviembre  de 1940-Cerro Huayrapungo, Celica, 24 de mayo de 1981) fue un abogado y político ecuatoriano. Ejerció como presidente del Ecuador desde el 10 de agosto de 1979, hasta su muerte, el 24 de mayo de 1981. Lideró el proceso de retorno al sistema democrático en el Ecuador, luego de casi una década de dictaduras civiles y militares. 
Durante su brillante etapa estudiantil, se forjó como dirigente, estando al frente de organizaciones estudiantiles. Para 1967, ya llegó al parlamento, siendo diputado hasta 1970. En las elecciones de 1978, iba a ser postulado a la alcaldía de Guayaquil, por la Concentración de Fuerzas Populares (CFP); pero, ante el impedimento del líder de la CFP, su tío político Assad Bucaram, para terciar por la presidencia, fue candidateado en su lugar. En la primera vuelta, obtuvo el primer lugar, pasando al balotaje, el cual fue dilatado por nueve meses por la dictadura, para impedir su triunfo. No obstante, Roldós fue electo con el 68,49% de votos, porcentaje más alto obtenido en un balotaje en la historia nacional.
Asumió el poder en agosto de 1979. Gobernó con un bloqueo parlamentario, sin embargo logró realizar algunas obras de infraestructura importantes y ciertas reformas económicas. Entre enero y febrero de 1981 tuvo que afrontar un nuevo conflicto fronterizo con el Perú, el conflicto de Paquisha. Gozó de mucha simpatía por sus altas cualidades humanas, morales, sociales, cívicas y alta preparación académica. Roldós falleció en el cargo, el 24 de mayo de 1981, en un misterioso accidente aéreo. Gran parte de la opinión pública considera su muerte como un magnicidio, siendo los principales sospechosos, la cúpula militar y el gobierno estadounidense. Estuvo en el poder apenas un año, nueve meses y catorce días; y a pesar de estar poco tiempo en el cargo, es considerado como uno de los mejores presidentes de la historia del Ecuador.

## Biografía
Nacido en Guayaquil el 5 de noviembre de 1940, provincia del Guayas,  tercero de tres hermanos. Pertenecía a una de las ramas ecuatorianas de la familia Roldós de origen catalán enraizada en Vilassar de Mar (Cataluña) desde hace siglos. Nieto del vilas sanés Jaime Roldós Baleta (1861-1927) arribado al puerto de Guayaquil en el año 1875 y establecido definitivamente en Ecuador.
Su educación secundaria la cursó en el Colegio Nacional Vicente Rocafuerte de Guayaquil, donde recibió el Gran Premio "Vicente Rocafuerte" y mejor Bachiller Vicentino, ya daba discursos y dirigía aulas estudiantiles, siendo electo presidente de la Federación de Estudiantes Secundarios. Luego siguió la carrera de Jurisprudencia y Ciencias Sociales en la Universidad de Guayaquil, habiendo sido electo presidente de la Federación de Estudiantes Universitarios. Todos los años de estudios fue considerado su nombre para el premio "La Filantrópica"[cita requerida] así como el Premio Contenta. Igualmente en su facultad todos los años recibió premios que se otorga a sus mejores alumnos[cita requerida].
Su oratoria tiene antecedentes. Los primeros discursos no fueron políticos sino de reinados. El timbre de voz lo llevó a recorrer colegios femeninos y a participar en galas de belleza. Al mando de la Federación de Estudiantes Secundarios (FESE) en el colegio Vicente Rocafuerte. Allí fortaleció su participación en mítines y desarrolló el carisma que luego necesitaría,[cita requerida] una vez en la Universidad de Guayaquil se convirtiera en presidente de la Federación de Estudiantes Universitarios (FEUE).
Con 38 años de edad ya estaba instalado en Carondelet. Durante el segundo año de su mandato, el avión en que viajaba, se sospecha, fue manipulado accidentándose en el cerro de Huayrapungo (Loja), a 3500 metros sobre el nivel del mar, en el que muere junto a su esposa y la comitiva que lo acompañaba el 24 de mayo de 1981.
El 11 de octubre de 1979 Roldós pone el ejecútese al decreto que reduce a 40 horas la jornada del trabajo en la semana. El 1 de noviembre de 1979 se aprueba el decreto que duplicó el salario mínimo vital de los trabajadores, a 4.000 sucres mensuales (US$ 160 al tipo de cambio vigente a la fecha). El presidente combatió al Congreso desde el primer día, denominando "Patriarcas de la Componenda",a los líderes de la oposición en el legislativo: León Febres-Cordero Ribadeneyra, Carlos Julio Arosemena Monroy, Otto Arosemena, Jaime Hurtado y Assad Bucaram. El 8 de marzo de 1980 pone en vigencia el Plan Nacional de Desarrollo. El 15 de abril de 1980 se conformó una junta de notables del país para buscar la solución a una pugna de poderes con el Congreso Nacional. Roldós fundó el partido Pueblo, Cambio y Democracia para contrarrestar la oposición del CFP, sin nunca desafiliarse de este partido.
El año 1981 lo anuncia como "el año del avance". A fines de enero y principios de febrero de 1981, hubo una confrontación bélica con Perú, en la Cordillera del Cóndor. Los enfrentamientos se dieron en la zona de Paquisha, Mayaycu y Machinaza.
Roldós con habilidad y diplomacia en medio de la tensa crisis, llevó a la OEA el problema territorial, quedando allí la evidencia que el problema existía, a pesar de las negativas de Perú. Se destacó la intervención de su canciller Alfonso Barrera Valverde.
Uno de sus más feroces opositores fue el entonces diputado socialcristiano Febres Cordero, quien denunció un famoso negociado en el caso de que se conoció como de las "muñecas de trapo", durante un juicio político al ministro de obras públicas. La oposición de Febres Cordero a Roldós y luego a Hurtado fue el principal trampolín en su carrera política, que lo llevó a la Presidencia en 1984.
En la obra física y social, Roldós construyó varios importantes puentes, como el de El Juncal, en el límite entre las provincias de Imbabura y Carchi. Promovió el Plan Nacional de Desarrollo y el programa de Desayuno Escolar, para los niños de los sectores más pobres.
El aporte más significativo de Jaime Roldós fue su política internacional en materia de Derechos Humanos en una época en que la mayoría de países latinoamericanos eran gobernados por dictaduras militares como la de Pinochet en Chile y antecedidamente en el Ecuador.
A raíz de la elección de Ronald Reagan como presidente de los Estados Unidos de América el 4 de noviembre de 1980, estos sectores conservadores tuvieron oportunidad de poner de manifiesto su oposición, de donde derivó una pugna soterrada. En enero de 1981, Roldós declinó la invitación para asistir a la investidura de Reagan en razón de sus discrepancias en materia de Derechos Humanos y estrechó vínculos con el gobierno sandinista de Nicaragua y con el Frente Democrático de El Salvador, que se oponía al régimen militar en ese país. Su lema fue siempre el país sobre todas las cosas.

## Vida política
Roldós fue diputado entre 1967 y 1970. Formó parte de la Comisión convocada por la dictadura militar entre 1978 y 1979 para reformar la Constitución de 1945. Al promulgarse la constitución de 1978, fue candidateado por el CFP a la alcaldía de  Guayaquil y para presidente, su tío político Assad Bucaram. Viendo en las encuestas la gran posibilidad de triunfo de Bucaram, la dictadura incluyó en la Ley de Elecciones un artículo "ad hoc" en el cual se prohibía a Bucaram candidatearse a la presidencia, al igual que a José María Velasco Ibarra y Carlos Julio Arosemena Monroy. Ante esto, se candidateó a Roldós a la presidencia, con el lema "Roldós presidente, Bucaram al poder". Resultó elegido en las Elecciones presidenciales de Ecuador de 1979 por el CFP. Venció en la segunda vuelta electoral al socialcristiano Sixto Durán Ballén, de tendencia conservadora en una segunda vuelta electoral controvertida, al darse 6 meses después de la primera vuelta, en un intento por parte de la dictadura de lograr el triunfo de Durán Ballén.

## Presidente del Ecuador
El 11 de octubre de 1979 Roldós pone el ejecútese al decreto que reduce a 40 horas la jornada del trabajo en la semana. El 1 de noviembre de 1979 se aprueba el decreto que duplicó el salario mínimo vital de los trabajadores, a 4.000 sucres mensuales (US$ 160 al tipo de cambio vigente a la fecha). El presidente combatió al Congreso desde el primer día, denominando "Patriarcas de la Componenda",a los líderes de la oposición en el legislativo: León Febres-Cordero Ribadeneyra, Carlos Julio Arosemena Monroy, Otto Arosemena, Jaime Hurtado y Assad Bucaram. El 8 de marzo de 1980 pone en vigencia el Plan Nacional de Desarrollo. El 15 de abril de 1980 se conformó una junta de notables del país para buscar la solución a una pugna de poderes con el Congreso Nacional. Roldós fundó el partido Pueblo, Cambio y Democracia para contrarrestar la oposición del CFP, sin nunca desafiliarse de este partido.
En 1979 restauró las relaciones con Cuba, sin embargo, se tensaron por el Asalto a la embajada de Ecuador en Cuba en 1981, aun así no llegó a romper relaciones con Cuba. El año 1981 lo anuncia como "el año del avance". A fines de enero y principios de febrero de 1981, hubo el conflicto del Paquisha con Perú, en la Cordillera del Cóndor. Los enfrentamientos se dieron en la zona de Paquisha, Mayaycu y Machinaza. Roldós con habilidad y diplomacia en medio de la tensa crisis, llevó a la OEA el problema territorial, quedando allí la evidencia que el problema existía, a pesar de las negativas de Perú. Se destacó la intervención de su canciller Alfonso Barrera Valverde.
Uno de sus más feroces opositores fue el entonces diputado socialcristiano Febres Cordero, quien denunció un famoso negociado en el caso de que se conoció como de las "muñecas de trapo", durante un juicio político al ministro de obras públicas. La oposición de Febres Cordero a Roldós y luego a Hurtado fue el principal trampolín en su carrera política, que lo llevó a la Presidencia en 1984.
En la obra física y social, Roldós construyó varios importantes puentes, como el de El Juncal, en el límite entre las provincias de Imbabura y Carchi. Promovió el Plan Nacional de Desarrollo y el programa de Desayuno Escolar, para los niños de los sectores más pobres.
El aporte más significativo de Jaime Roldós fue su política internacional en materia de Derechos Humanos en una época en que la mayoría de países latinoamericanos eran gobernados por dictaduras militares como la de Augusto Pinochet en Chile y antecedidamente en el Ecuador.
A raíz de la elección de Ronald Reagan como presidente de los Estados Unidos de América el 4 de noviembre de 1980, estos sectores conservadores tuvieron oportunidad de poner de manifiesto su oposición, de donde derivó una pugna soterrada. En enero de 1981, Roldós declinó la invitación para asistir a la investidura de Reagan en razón de sus discrepancias en materia de Derechos Humanos y estrechó vínculos con el gobierno sandinista de Nicaragua y con el Frente Democrático Revolucionario de El Salvador, que se oponía al régimen militar en ese país. Su lema fue siempre el país sobre todas las cosas.

### Carta de Conducta de Riobamba o Doctrina Roldós
Bajo el mandato de Roldós, Ecuador propuso ante el Pacto Andino, una doctrina de respeto a los derechos humanos que vino a plasmarse en la Carta de Conducta de Riobamba firmada el 11 de septiembre de 1980.

## Muerte y funeral de Estado
La tarde del domingo 24 de mayo de 1981, el avión de la Fuerza Aérea Ecuatoriana (FAE) que transportaba al presidente Jaime Roldós Aguilera, un Beechcraft King Air (FAE 001A) que había sido adquirido recientemente para avión presidencial, se estrelló contra el cerro de Huayrapungo ("Puerta de los Vientos", en quechua), en la provincia de Loja. Además del presidente, murieron todos los demás pasajeros de la aeronave: su esposa Martha Bucaram; el ministro de Defensa Marco Subía Martínez, y su esposa Irlanda Sarango; los tenientes coroneles Héctor Torres y Armando Navarrete;  el piloto y edecán del presidente, teniente coronel Marco Andrade; el copiloto teniente Galo Romo y la azafata Soledad Rosero. La aeronave había salido de Quito poco después de una ceremonia cívico-militar en el Estadio Olímpico Atahualpa, en donde se condecoró a los combatientes de la Guerra de Paquisha. Su destino era la localidad fronteriza de Macará, en donde el presidente debía tomar un helicóptero que lo trasladaría al cercano pueblo de Zapotillo, donde tenía previsto participar en otra ceremonia. Debía volver a Quito esa misma tarde, para la sesión solemne del Consejo Provincial de Pichincha.
Pocos minutos antes de aterrizar, y en la trayectoria de descenso hacia la pista de Macará, de la que todavía estaba distante unos 60 kilómetros, el pequeño avión presidencial se estrelló contra una gran roca en la cresta del cerro Huayrapungo, que estuvo a pocos metros de sobrepasar. Al no llegar la nave y perderse el contacto con ella, el helicóptero que esperaba en Macará al presidente despegó en su búsqueda, encontrando los restos del avión en la ladera del Huayrapungo.
Del cercano cantón Celica, distante 10 kilómetros del sitio del impacto, partieron patrullas del Ejército que ascendieron la montaña para rescatar los restos del presidente y su comitiva.
De Celica los despojos del mandatario y su comitiva fueron trasladados a Machala, en donde un avión C130 de la Fuerza Aérea esperaba para transportarlos a Quito.
Roldós fue reconocido por la corbata roja que usaba ese día. La autopsia confirmó que el presidente murió instantáneamente por politraumatismos producidos por el impacto. Moradores de la zona indicaron en 2006 al canal lojano Ecotel que los restos del presidente y su esposa eran los únicos reconocibles en el sitio de la tragedia. El exalcalde de Loja, José Bolívar Castillo, declaró que el accidente "había respetado el cadáver del presidente".
Apenas confirmada la muerte de Roldós, asumió el poder, mediante decreto ejecutivo, su vicepresidente, Osvaldo Hurtado Larrea, quien se dirigió a la Nación en un enlace televisado.
En la capital tuvo lugar un funeral de Estado, en el Palacio de Carondelet y en la Catedral Metropolitana. Miles de quiteños se lanzaron a las calles para expresar su dolor por la muerte inesperada y trágica del presidente. Asistieron como invitados especiales algunos presidentes latinoamericanos, como Rodrigo Carazo Odio de Costa Rica, Arístides Royo Sánchez de Panamá, Luis Herrera Campíns de Venezuela, Fernando Belaúnde Terry del Perú y Julio César Turbay Ayala de Colombia.
Tras las ceremonias en Quito, los restos del presidente y su esposa fueron transportados a Guayaquil, en donde tuvo lugar una misa de réquiem en la Catedral. El cortejo fúnebre en Guayaquil también fue multitudinario.

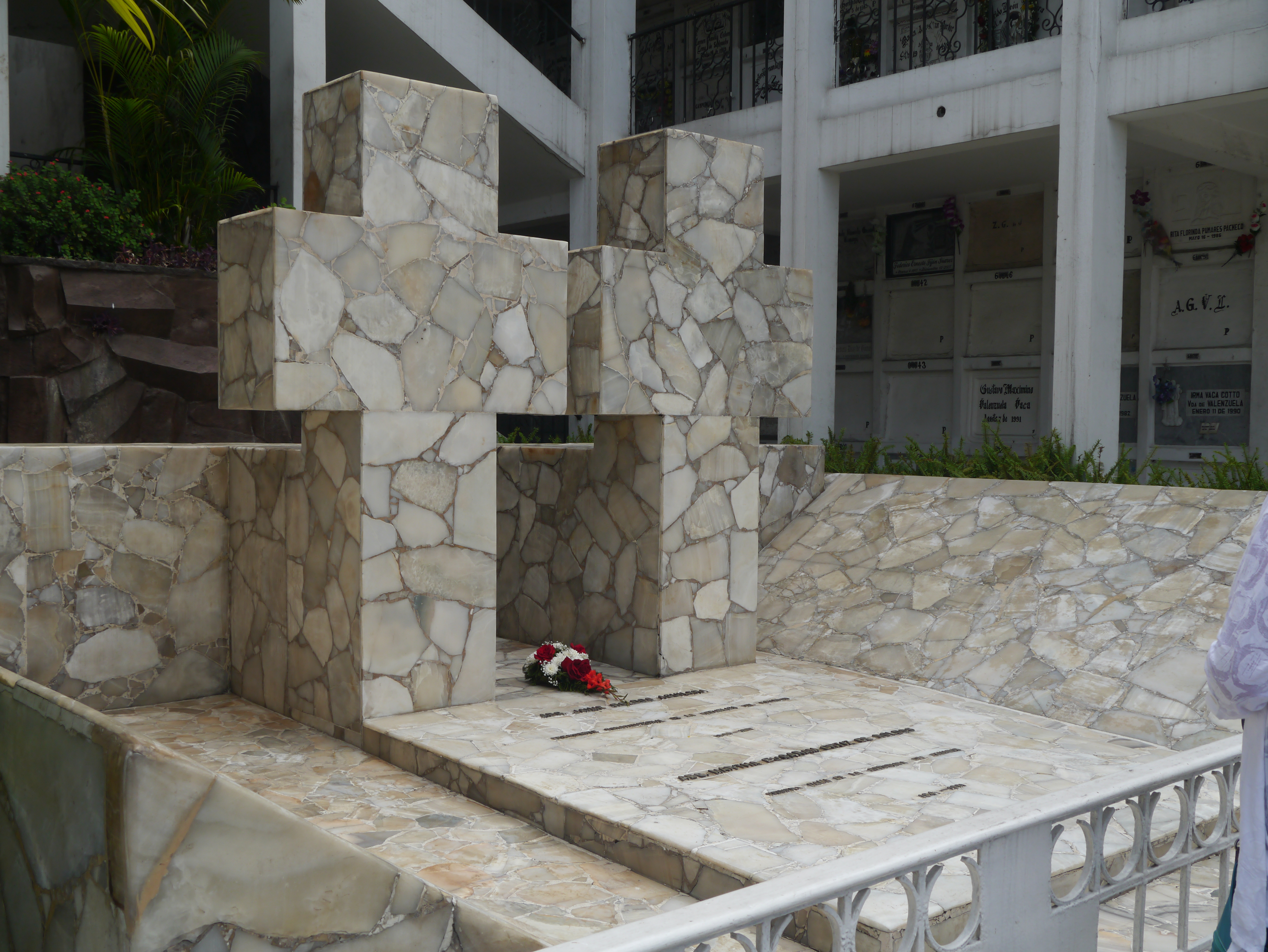
Tumba del expresidente de Ecuador, Jaime Roldós Aguilera y su esposa, Martha Bucaram, en el Cementerio Patrimonial de Guayaquil.

Roldós y su esposa fueron enterrados en el Cementerio General de esa ciudad. Dos cruces de mármol blanco, en la Puerta 14 del Cementerio, marcan sus tumbas.
Desde el Papa Juan Pablo II hasta los gobernantes del continente y de todo el mundo hicieron llegar sus notas de pesar por este fatal suceso.
Su último discurso lo pronunció pocas horas antes de morir, en la ceremonia del Estadio Olímpico y recibió abucheos del público presente, debido a medidas económicas que había tomado la semana anterior:

"Hemos avanzado 21 meses, bajo un gobierno constitucional, cuando significa en países como el nuestro en los que ganar la estabilidad democrática, implica conquistarla día a día.

Ecuatorianos, fuimos serios y honestos. Seguimos siendo serios y honestos en todos y cada uno de nuestros planteamientos. Que no sean las palabras sino las obras, las que den el mejor testimonio de nuestras intenciones. Es hora del trabajo, el esfuerzo y la solidaridad, no de los paros, huelgas, amenazas, incomprensión o rumores. Probemos el amor a la Patria cumpliendo cada quien con nuestro deber. Nuestra gran pasión es y debe ser el Ecuador. Nuestra gran pasión, oídme; es y debe ser el Ecuador.
Este Ecuador que no lo queremos enredado en lo intrascendente, sino en lo valeroso, luchador, infatigable, forjando un destino de grandeza. El Ecuador heroico que triunfó en Pichincha, el Ecuador de los valerosos de hoy, heroicos luchadores de Paquisha, Machinaza y Mayaicu, inmolados en estas legendarias trincheras. El Ecuador heroico de la Cordillera del Cóndor. El Ecuador eterno, unido en la defensa de su heredad territorial. El Ecuador democrático, capaz de dar lecciones históricas de humanismo, trabajo y libertad.

Este Ecuador Amazónico, desde siempre y hasta siempre. ¡Viva la Patria!".
Jaime Roldós Aguilera en el Estadio Olímpico Atahualpa

## Investigación oficial sobre la muerte de Jaime Roldós: El antecedente
La Junta Investigadora de Accidentes (QTI) de la Fuerza Aérea Ecuatoriana atribuyó la responsabilidad a un error del piloto, sometido a una carga de trabajo excesiva. El piloto del avión era también el edecán del presidente, y había estado toda la mañana del fatídico día de pie en la ceremonia en el Estadio Olímpico. Según la FAE, descendió demasiado pronto en su aproximación a Macará y tomó una ruta peligrosa para evitar ingresar al espacio aéreo peruano, debido a las tensas relaciones del Ecuador con ese país.
La comisión parlamentaria que se formó meses después ante la insistencia de sectores políticos afines al presidente y de familiares de las víctimas, evidenció contradicciones e inconsistencias en el informe de la JIA pero no pudo llegar a conclusiones definitivas. Esta comisión fue dirigida por el expresidente Otto Arosemena Gómez.
Durante la investigación de la comisión solicitó un peritaje al departamento de investigación de accidentes de aviación de la policía de Zúrich que, en 1982, estableció que los motores de la nave habían estado inactivos cuando el aparato impactó la montaña. Este peritaje, que contradecía al informe de la Fuerza Aérea, no mereció ninguna investigación ulterior de parte del Gobierno o la fiscalía ecuatoriana; otros peritajes técnicos no fueron posibles debido a que esta aeronave fue adquirida por la Fuerza Aérea para la misión específica de "avión presidencial" con matrícula militar, por lo que no contaba con un registrador de parámetros de vuelo y con grabador de voz de cabina, conocido como "caja negra".

## Teorías de conspiración
La versión oficial aceptada por el Gobierno del Ecuador es la de un accidente de aviación. La familia y sectores de la izquierda sostienen la teoría que fue un atentado ejecutado por Estados Unidos o Argentina. Para los hijos de la pareja presidencial, Martha y Santiago Roldós Bucaram, las circunstancias y las causas del siniestro no han sido definitivamente aclaradas. Otros, como el expresidente Hurtado Larrea, afirman hasta hoy que se trató de un accidente.

### Teoría del atentado
El activista estadounidense John Perkins, en su libro Confessions of an Economic Hit Man (Confesiones de un sicario económico, 2004), se sumó a la versión de que Roldós habría sido asesinado, puesto que su plan para reorganizar el sector de los hidrocarburos habría amenazado los intereses de EE. UU. Esta versión, sin embargo, ha estado presente desde el inicio mismo de las investigaciones, y ha sido publicada en otros libros y documentos. Esta versión relaciona la tragedia con la muerte ese mismo año del general peruano Rafael Hoyos Rubio, quien comandó las Fuerzas Armadas Peruanas en el Conflicto del Falso Paquisha entre Perú y Ecuador a comienzos de ese mismo año y la del general panameño Omar Torrijos Herrera en circunstancias similares y cuyo accionar igualmente comprometía poderosamente los intereses de EE. UU.
El periodista ecuatoriano Jaime Galarza Zavala involucra a las Fuerzas Armadas y sostiene que el avión presidencial fue derribado por un cohete lanzado por un avión militar ecuatoriano, y que el Ejército conocía de la operación al extremo de que había patrullas en el sector listas para recoger los restos del avión del presidente. Sostiene que habrían actuado así por presiones de Israel, pues Roldós no habría querido autorizar la compra de un lote de aviones de combate IAI Kfir. No obstante, el presidente Roldós sí autorizó la compra de los jets hebreos, pues el contrato fue firmado el 21 de mayo, tres días antes de su muerte.
No obstante, la teoría del atentado no documenta la forma en que se habría cometido, si fue por medio de una bomba -cuyos vestigios no se encontraron- o si el avión fue derribado. Quienes defienden esta tesis sostienen que personas que afirmaron haber visto explotar el avión en el aire y no como consecuencia del impacto murieron en circunstancias misteriosas o desaparecieron. Afirman también que oficiales de la Fuerza Aérea que conocían pormenores del vuelo de ese día también murieron en circunstancias poco claras.
Generalmente, quienes sostienen esta teoría nunca ha involucrado a opositores o colaboradores del presidente Roldós en el supuesto atentado, que atribuyen siempre a gobiernos extranjeros, como los de Estados Unidos o a la dictadura militar de Argentina, en el marco de la Operación Cóndor.

## Legado histórico

Escudo atribuido como caballero de la Orden de Isabel la Católica.

Luego del fallecimiento de Jaime Roldós, el Congreso Nacional del Ecuador nombró a su hermano, León Roldós, como Vicepresidente de la República, para completar el período constitucional junto a Osvaldo Hurtado Larrea, de la Democracia Popular. No obstante, León Roldós mantuvo una relación difícil con Hurtado, oponiéndose a varias de sus políticas económicas, entre ellas la "sucretización" de la deuda externa privada (mediante la cual el Estado asumió el riesgo cambiario de la deuda contraída por empresarios privados).
Como homenaje póstumo, el pintor Marco Salas entregó un retrato del presidente Roldós, que fue colocado poco tiempo después de su muerte en la galería de los presidentes del Salón Amarillo del Palacio de Carondelet. El Municipio del Cantón Celica construyó una vía hasta el sitio mismo de la tragedia, en donde en 2006 se anunció la construcción de un monumento conmemorativo.
Abdalá Bucaram, cuñado de Jaime Roldós Aguilera, fundó el populista Partido Roldosista Ecuatoriano, y fue elegido como Presidente del Ecuador. Gobernó de agosto de 1996 hasta febrero de 1997, cuando el Congreso Nacional lo destituyó, alegando "incapacidad mental".
Su hermano León Roldós Aguilera exvicepresidente (1981-1984) fue candidato a la Presidencia en 1992, 2002, y nuevamente en las elecciones del 2006 (como candidato de la alianza entre el movimiento "Red Ética y Democracia (RED)" y el partido social-demócrata Izquierda Democrática. La hija de Jaime Roldós y Martha Bucaram, Martha Roldós, fue diputada por la misma agrupación RED y en el año 2009 candidata a presidenta del Ecuador. El hijo menor del matrimonio Roldós - Bucaram, Santiago Roldós Bucaram, es periodista y dramaturgo.
Martha Roldós denunció que el Partido Roldosista Ecuatoriano (PRE) ha destrozado los ideales que en vida transmitió y mantuvo su padre. “Es un partido que corrompe todos los ideales que fueron los que sostuvo mi padre”, según afirmó.
Llevan su nombre decenas de calles, avenidas, puentes y unidades educativas en varias ciudades alrededor del país, inclusive, la Terminal Terrestre de Guayaquil, así como también el icónico "Ecuador Amazónico", de su discurso final.

## Condecoraciones y méritos
- Gran Collar de la Orden Nacional de San Lorenzo, designada al Gran Maestre de la Orden de mayor rango en el Ecuador, presidida por el presidente de la República de turno.

Extranjeras
- España: Caballero del Collar de la Orden de Isabel la Católica (12 de mayo de 1981).[35]

## Matrimonio y descendencia
En 1962 contrajo matrimonio con la abogada y feminista ecuatoriana, Martha Bucaram Ortiz, de origen paterno libanés. La pareja tuvo tres hijos:
- Martha Roldós Bucaram
- Diana Roldós Bucaram
- Santiago Roldós Bucaram

Su hija Martha se dedicó a la economía y política, llegando a ser diputada por el partido Red Ética y Democracia, y candidata a la presidencia de la República en las elecciones de 2009.